# هورین خلف
هَورین خَلَف (به کردی: Hevrîn Xelef) (زادهٔ ۱۹۸۴–۱۲ اکتبر ۲۰۱۹) سیاستمدار فمنیست کرد و دبیرکل حزب آینده سوریه به دنبال متحد کردن همه اقلیت‌های سوریه بود و هم در مناطق عرب‌نشین و هم کردنشین فعالیت می‌کرد. او از مخالفان بی‌پروای عملیات نظامی ترکیه در شمال سوریه بود و آن را اشغال این مناطق می‌خواند. که طی حمله‌ای هنگام بازگشت از یک نشست در حسکه حوالی قامشلی در جنوب شهر تل ابیض به همراه راننده و دستیارش به ضرب گلوله کشته شدند. وی در دیدارهای دیپلماتیک با هیئت‌های نمایندگی خارجی نقش فعالی بر عهده داشت. نیروهای هم‌پیمان ترکیه وی را بدون محاکمه اعدام صحرایی کردند و گزارش‌هایی از تجاوز و رفتار تحقیرآمیز با جنازه وی گزارش شده‌است. رسانه‌های ترکیه این اقدام را «عملیاتی موفقیت‌آمیز» خواندند.

## یادبود
شورای شهر لیون در فرانسه در جلسۀ روز ۸ ژوئیۀ ۲۰۲۱ با نامگذاری یکی از میادین این شهر به نام هورین خلف موافقت کرد. این میدان در شامگاه ۲۱ سپتامبر ۲۰۲۱ افتتاح شد و فانی دوبوت شهردار منطقه ۷ لیون در آیین گشایش آن، نام هورین خلف را نمادی از «اردوگاه صلح» در کشوری در حال جنگ دانست.